# Crosses (Cher)
Crosses ist eine französische Gemeinde mit 385 Einwohnern (Stand: 1. Januar 2022) im Département Cher in der Region Centre-Val de Loire. Sie gehört zum Kanton Avord (bis 2015: Kanton Baugy) und zum Gemeindeverband Communauté de communes La Septaine.

## Geografie
Crosses liegt im Berry etwa 16 Kilometer ostsüdöstlich von Bourges. Umgeben wird Crosses von den Nachbargemeinden Savigny-en-Septaine im Norden, Avord im Osten und Nordosten, Jussy-Champagne im Osten und Südosten, Vornay im Süden, Annoix im Südwesten, Saint-Just im Westen und Südwesten sowie Soye-en-Septaine im Westen und Nordwesten.

## Bevölkerung
| Jahr      | 1793 | 1800 | 1872 | 1906 | 1931 | 1936 | 1946 | 1954 | 1962 | 1968 | 1975 | 1982 | 1990 | 1999 | 2016 |
| --------- | ---- | ---- | ---- | ---- | ---- | ---- | ---- | ---- | ---- | ---- | ---- | ---- | ---- | ---- | ---- |
| Einwohner | 220  | 353  | 453  | 403  | 280  | 266  | 281  | 295  | 292  | 279  | 240  | 247  | 299  | 304  | 385  |